# 李大卫
李大卫（1963年—），男，北京人，中国当代作家、翻译家、文学评论家。

## 生平
李大卫17岁开始诗歌写作。1985年毕业于首都师范大学英语系。两年后，他应美国国际交流总署邀请，参加世界青年作家计划。
李大卫于1990年代起致力于小说创作。他于1997年出版首部长篇小说《集梦爱好者》（作家出版社），并于同年获得《小说选刊》奖。2000年，他获得《十月》文学奖，同年移居美国。他于2009年出版长篇小说《爱情、革命和猫》（Knaus出版社）。李大卫目前在北京及纽约两地居住，并为《新世纪周刊》杂志撰写专栏。

## 作品
- 念珠·击壤（诗集） 漓江出版社，1987
- 集梦爱好者(长篇小说) 作家出版社，1997
- 卡通猫的美国梦(小说集) 山东文艺出版社，2005
- 天堂的滋味，只要一文钱 湖南文艺出版社，2011